# NGC 7353
NGC 7353 é uma galáxia espiral (S?) localizada na direcção da constelação de Pegasus. Possui uma declinação de +11° 52' 38" e uma ascensão recta de 22 horas, 42 minutos e 12,5 segundos.
A galáxia NGC 7353 foi descoberta em 7 de Agosto de 1864 por Albert Marth.